# Berentzwiller
Berentzwiller je francouzská obec v departementu Haut-Rhin v regionu Grand Est. V roce 2014 zde žilo 323 obyvatel.

## Poloha obce
Sousední obce jsou: Helfrantzkirch, Jettingen, Knœringue, Muespach, Ranspach-le-Haut, Steinsoultz

## Vývoj počtu obyvatel
Počet obyvatel